# Giovanni Maria Verdizotti
Giovanni Maria Verdizotti ou Giovan Mario Verdizotti est un écrivain et artiste vénitien, auteur d'un livre de fables en italien illustré de gravures, né en 1525 ou plutôt vers 1530-1540 et mort après 1600 (vers 1604 ou 1607).

## Biographie
Peu d'éléments précis sont connus de sa vie ; il est à partir de 1556 ou de 1560 l'élève, puis le secrétaire du peintre Le Titien jusqu'à la mort de ce dernier en 1576 ; Giorgio Vasari dit l'avoir rencontré en 1566 chez Le Titien et qu'il peint des paysages ; cependant, aucune œuvre peinte ne lui est attribuée. Il fait la connaissance du poète Le Tasse en 1559 et devient son ami, tout en prenant position dans sa correspondance avec Orazio Ariosti, petit-neveu de L'Arioste, en faveur du style de ce dernier, contre le nouveau style maniériste proposé par Le Tasse.
Dans la préface de ses Vite de Santi Padri publiées en 1597, il mentionne qu'il est pourvu d'un canonicat à Castelcucco, près de Trévise.
L'avis aux lecteurs écrit par l'éditeur de son recueil de fables, Giordano Ziletti, le présente comme le graveur des illustrations du recueil, qui sont gravées sur bois, ; il a également réalisé les gravures sur bois des Vite de Santi Padri.

## Œuvres

### Cento Favole Morali, 1570

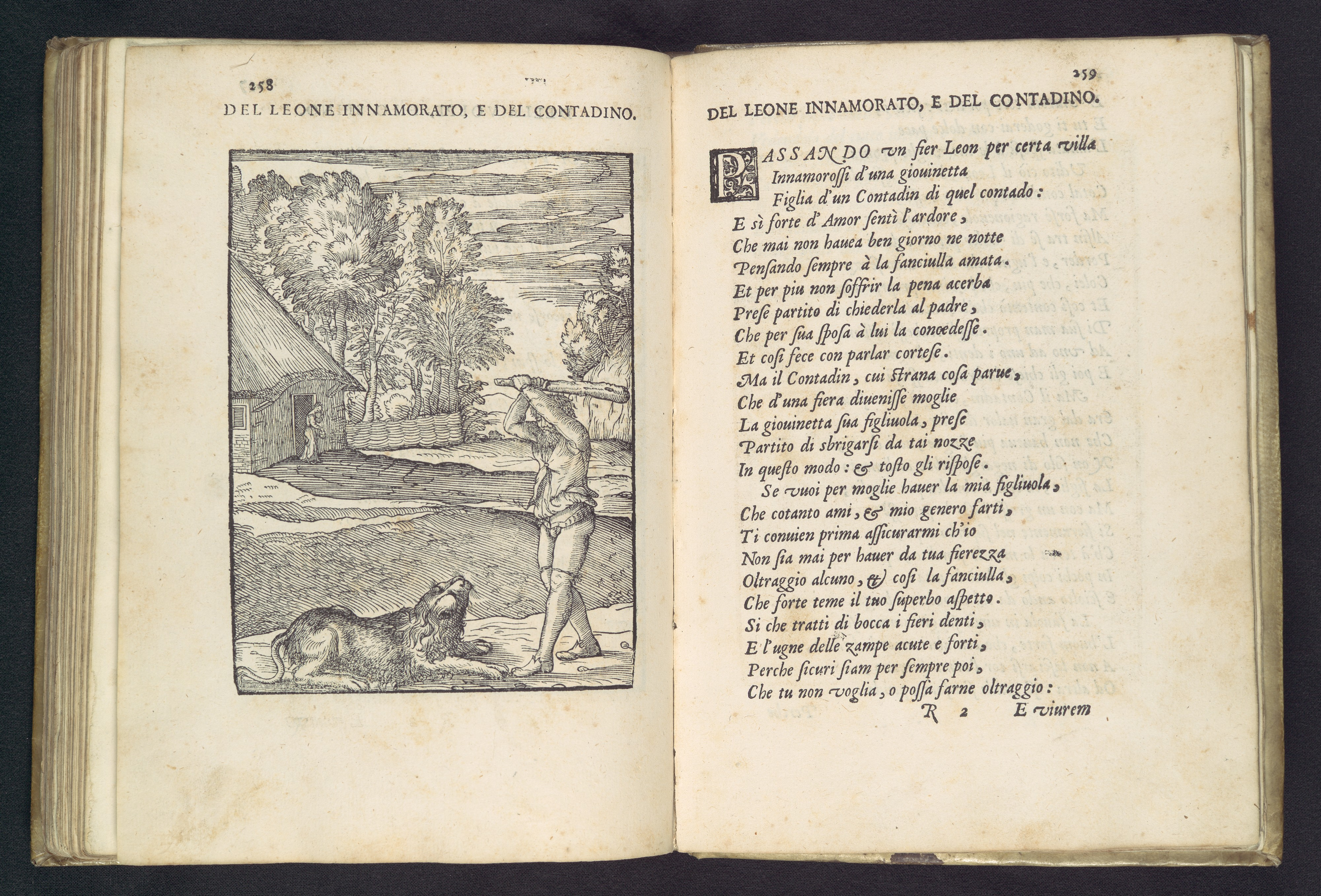
"Del lione inamorato e del contadino", texte et gravure de Verdizotti dans ses Cento Favole Morali, 1570.

Verdizotti a publié plusieurs ouvrages en italien ; celui qui l'a rendu célèbre est les Cento favole morali (Cent fables morales) qu'il a écrites et illustrées de gravures sur bois : publiées à Venise en 1570, elles font l'objet de trois rééditions au XVIe siècle dans la même ville (en 1577 par Giordano Ziletti ; en 1586 par son fils Francesco Ziletti ; en 1599 par A. de Vecchi), puis sont régulièrement rééditées jusqu'au XIXe siècle ; elles ont inspiré notamment Jean de La Fontaine. Ce recueil de fables a été apprécié autant pour la beauté des gravures sur bois que pour la qualité littéraire des vers, ainsi que pour le choix intéressant des sujets. Verdizotti prend pour modèle les Centum Fabulae ex antiquis carminibus auctoribus en latin de Gabriele Faerno publiées à Rome en 1563 (dont les gravures sont considérées comme étant du Titien et que Verdizotti a pu voir en préparation) ; il écrit comme Faerne cent fables et en reprend le titre : Cento Favole Morali. De i più illustri antichi, & moderni autori Greci, & Latini. 63 fables de Verdizotti viennent de Faerno ; 37 sujets de Faerno n'y figurent pas, les textes rejetés traitant principalement des hommes et des dieux ; la préférence de Verdizotti va aux fables animalières mais il y ajoute également un sujet biblique, "Les arbres et les ronces". Dans la préface du recueil, dédicacée au comte Giulio Capra, Verdizotti fait l'éloge du genre de la fable : elle se situe à l’étage noble de la littérature et n’a rien à envier au registre épique et tragique ; le registre de la fable n'est pas celui de la « philosophie de la nature » (les fables n’enseignent pas la zoologie) mais celui de la « philosophie morale » (mœurs en société ; mœurs de la famille ; politique : art de gouverner). Avec son accortezza ( grâce insinuante) et sa sottilità (exercice piquant de l’esprit), la fable animalière est la meilleure manière de former les hommes dans ces différents domaines des mœurs.
L'avis aux lecteurs (Ai lettori) de l'éditeur Giordano Ziletti se termine par la fable Del padre et del figliuolo que menavan l'asino, illustrée d'une gravure pleine page où Verdizotti a représenté les diverses manières dont l'âne est mené, avec les passants qui critiquent à chaque fois,.

### Arts graphiques

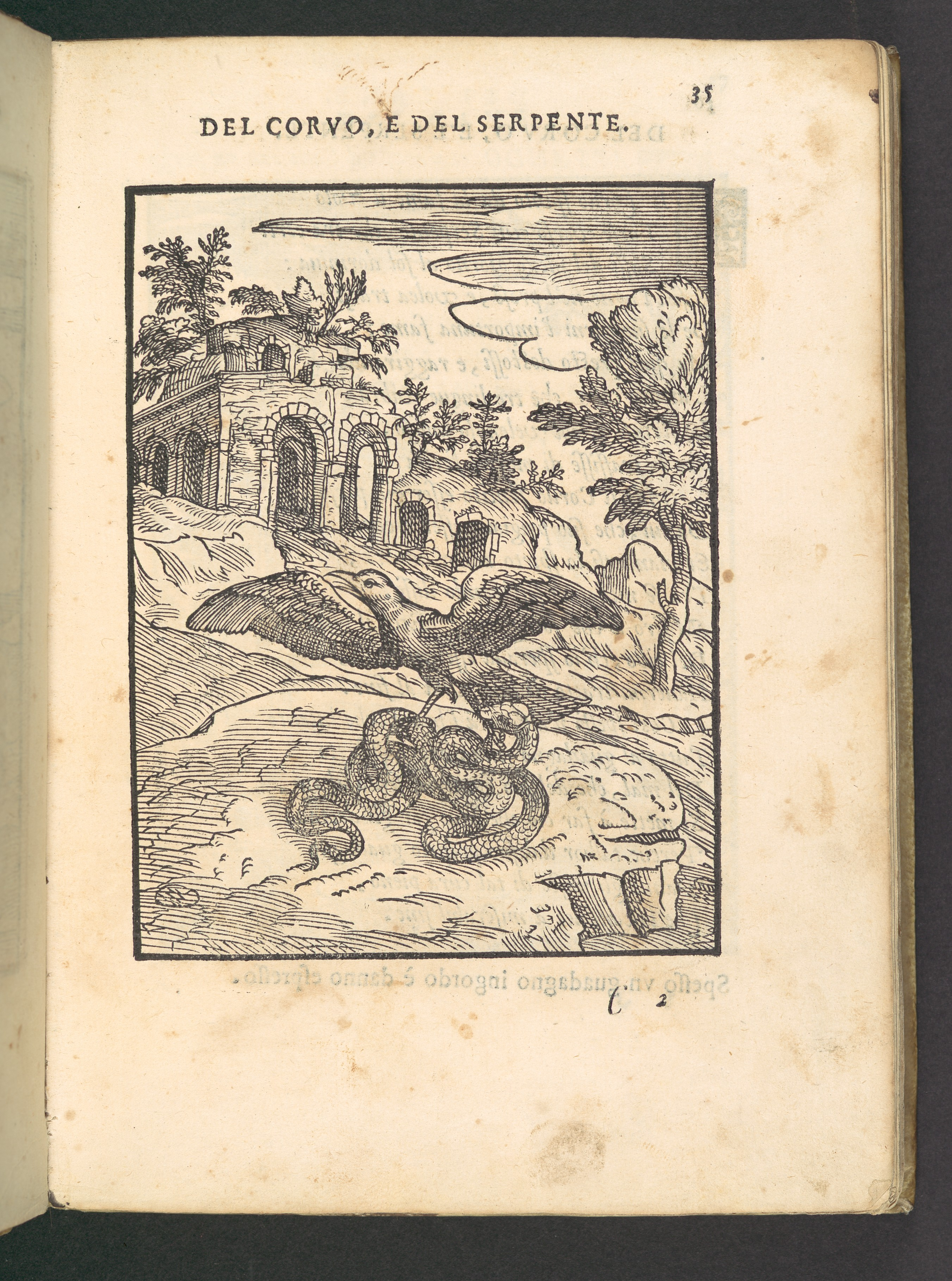
Gravure pour la fable Le corbeau et le serpent

Plusieurs dessins de sa main sont conservés :
- un dessin signé à la plume et à l'encre représentant Céphale et Procris (Brunswick, Musée Herzog Anton Ulrich)[12] ;
- un Paysage avec des maisons, à la plume et à l'encre (Milan, Biblioteca Ambrosiana) ;
- une étude d'un arbre à la manière de Titien (Madrid, Real Academia de Bellas Artes de San Fernando) ;
- un dessin à la plume et au lavis : "Un ours dévorant un lapin dans un paysage" (Florence, Galleria degli Uffizi), avec en devise « Naturam ars vincit », l'œuvre est proche par le style des gravures sur bois qui illustrent ses fables.

### Ouvrages
- Il secondo libro dell'Eneida di Virgilio dove si contiene la distruttione dell' antichissimo imperio d'Asia, 1560 (traduction en ottava rima du deuxième livre de l'Énéide de Virgile).
- Encomium picturae, 1569, poème en hexamètres latins.
- Cento favole morali, de i piu illustri antichi e moderni autori greci e latini, scielte e trattate in varie maniere di versi volgari, Venise, Giordano Zileti, 1570, 302 p. Lire en ligne.
- Dell'Aspramonte poema heroico, chant I : Venise, Giolito, 1591 ; chant II : Venise, Guerra, 1594[13].
- Le vite de' santi padri, insieme col prato spirituale ... Con le figure, Venise, Domenico et Giovanni Battista Guerra, 1597, 440 p. : il s'agit d'une adaptation des Vite dei santi Padri de Domenico Cavalca qui avait traduit au XIVe siècle en italien les Vitae Patrum.
- Il Boemondo, overo dell'Acquisto di Antiochia, poema heroico, Venise, Giovanni Antonio Rampazetto, 1607, 10 ff.

Il est l'auteur de diverses pièces de circonstance, ainsi que de traités de poétique, en latin et en italien :
- Oraculum pro magna navali victoria christianorum de Turcis habita anno Christi 1571, nonis octobris, Venise, D. et J. B. Guerraei, 1572, 6 ff. (sur la Bataille de Lépante).
- Ad Claudium Cornelium Frangipanem genius, sive de Furore poetico , Venise, 1575, 4 ff. Lire en ligne : il y analyse le phénomène de l’inspiration poétique[7].
- XII. sonetti nelle nozze del sereniss. sig. d. Francesco de' Medici gran duca di Thoscana: ad immortal memoria della ... gran duchessa la signora Bianca Cappello, Venise, Domenico Farri ; Padoue, Livio Pasquato, 1579 (poèmes composés pour le mariage du duc François Ier de Médicis et Bianca Cappello) Lire en ligne.
- Breve discorso intorno alla narrazione poetica, 1588.
- In Clementiis VIII coronationem carmen, Venise, Domenico Nicolini, 1592, 4 ff.
- Lo Emandro overo dell'incoronatione del sommo pontefice Clemente ottavo, Venise, Domenico Nicolini, 1592, 6 ff.